# Syntrichia campestris
Syntrichia campestris är en bladmossart som beskrevs av Richard Henry Zander 1993. Syntrichia campestris ingår i släktet skruvmossor, och familjen Pottiaceae. Inga underarter finns listade i Catalogue of Life.